# 梅沢武生
梅沢 武生（うめざわ たけお、1939年11月29日 - 2022年1月16日）は、大衆演劇の俳優。梅沢劇団第2代座長。本名は池田 武生。梅沢富美男は弟。愛称は、武あんちゃん。

## 経歴
剣劇出身の父・梅沢清（1909年 - 1983年）と少女歌舞伎出身の母・竹澤龍千代（1913年 - 1999年）の下に生まれる。両親は武生が生まれる前年に梅沢劇団を旗揚げしており、武生も幼くして初舞台を踏む。
1963年、50歳代の父から座長の地位を引き継ぎ、以後およそ半世紀にわたり一座を率いてきた。この間副座長を務めた弟の富美男が“下町の玉三郎”と形容される女形として活躍し一座の隆盛に貢献したほか、NHKの『あなたの町で夢芝居』『ふるさと皆様劇場』を通じて日本全国に梅沢劇団の名前を浸透させるとともに前川清をはじめとする多くの歌手とも交友関係を持つに至る一方、自らも1982年にTBSテレビのドラマ『淋しいのはお前だけじゃない』に出演した。
しかし2008年に肝臓がんの手術を受けるなど近年は病気がちとなり、舞台に立つことも難しくなっていた。このため2012年10月、座長職を弟の富美男に譲り、自らはその後見に退いた。武生が率いていた頃は「梅沢武生劇団」とも呼ばれていたことから、座長交代後の公演は「梅沢富美男劇団旗揚げ公演」と銘打たれた。
2022年1月16日21時15分、肺炎のため、東京都内の病院で亡くなる。82歳没。
同年1月6日から1月24日に開催された梅沢富美男劇団 特別公演・泉ピン子 特別出演に出演予定だったが、体調不良のため降板していた。後に「徹子の部屋」にて弟の富美男が語るには、『本人は寝たきりの状態であったが、医者の反対を押し切って劇場に来場していた。舞台で死にたいという本人の希望に近い形で亡くなった』という。訃報は同公演終了後の24日に公表された。

## 親族
俳優・歌手の梅沢富美男は実弟。
元バドミントン選手で、2008年北京オリンピック日本代表選手でもある池田信太郎はいとこ甥に当たる。

## エピソード
騙されて数十億の借金を抱え、家も取られ自己破産を勧められていたが、後に「徹子の部屋」にて弟の富美男が語るには、『2020年に（武生が）借金の返済を完了していた』旨を明らかにした。